# Воллі Волф
Воллі Волф (англ. Wally Wolf, 2 жовтня 1930 — 12 березня 1997) — американський плавець.
Олімпійський чемпіон 1948 року, учасник 1952, 1956, 1960 років.